# Resolutie 1955 Veiligheidsraad Verenigde Naties
Resolutie 1955 van de Veiligheidsraad van de Verenigde Naties werd op 14 december 2010 met unanimiteit aangenomen door de Veiligheidsraad van de Verenigde Naties. De resolutie liet drie rechters van het Internationaal Straftribunaal voor Rwanda toe om ook na de afloop van hun ambtstermijn hun lopende zaken af te werken. Ook kreeg het tribunaal gedurende een jaar toestemming om meer ad litem-rechters aan te stellen dan was voorzien in zijn statuten.

## Achtergrond
Toen Rwanda een Belgische kolonie was, werd de Tutsi-minderheid in het land verheven tot een elitie die de grote Hutu-minderheid wreed onderdrukte. Na de onafhankelijkheid werden de Tutsi verdreven en namen de Hutu de macht over. Het conflict bleef aanslepen, en in 1990 vielen Tutsi-milities verenigd als het FPR Rwanda binnen. Met westerse steun werden zij echter verdreven.
In Rwanda zelf werd de Hutu-bevolking opgehitst tegen de Tutsi. Dat leidde begin 1994 tot de Rwandese genocide. De UNAMIR-vredesmacht van de Verenigde Naties kon vanwege een te krap mandaat niet ingrijpen. Later dat jaar werd het Rwandatribunaal opgericht om de daders te vervolgen.

## Inhoud
In 2003 en 2004 was middels de resoluties 1503 en 1534 bepaald dat het Rwandatribunaal in 2010 moest worden afgerond. Het tribunaal meldde echter dat dit niet langer haalbaar was en haalde als oorzaak het verlies van ervaren personeel aan. Vier rechters werden overgeplaatst naar de kamer van beroep en een van hen zou het tribunaal verlaten na afloop van zijn lopende zaak. Het was van belang dat er voldoende personeel was om het werk van het tribunaal aan te kunnen. De VN-organisaties werden aangesproken om het tekort op te lossen.
De Veiligheidsraad besloot dat de rechters Asoka de Silva en Taghrid Hikmat ondanks de afloop van hun ambtstermijn op 31 december 2010 de zaak-Ndindiliyimana et al mochten afwerken. De voltooiing van die zaak was voorzien in maart 2011. Zo ook werd rechter Joseph Masanche toegestaan de zaak-Hategekimana af te werken na afloop van zijn ambtstermijn op 31 december. Het einde van die zaak was voorzien in januari 2011.
Verder werd toegestaan dat het aantal ad litem-rechters af en toe het toegestane maximum van negen overschreed tot een maximum van twaalf. Tegen 31 december 2011 moesten het er opnieuw negen zijn.

## Verwante resoluties
- Resolutie 1901 Veiligheidsraad Verenigde Naties (2009)
- Resolutie 1932 Veiligheidsraad Verenigde Naties
- Resolutie 1966 Veiligheidsraad Verenigde Naties
- Resolutie 1995 Veiligheidsraad Verenigde Naties (2011)

Lijst ·  1908 ·  1909 ·  1910 ·  1911 ·  1912 ·  1913 ·  1914 ·  1915 ·  1916 ·  1917 ·  1918 ·  1919 ·  1920 ·  1921 ·  1922 ·  1923 ·  1924 ·  1925 ·  1926 ·  1927 ·  1928 ·  1929 ·  1930 ·  1931 ·  1932 ·  1933 ·  1934 ·  1935 ·  1936 ·  1937 ·  1938 ·  1939 ·  1940 ·  1941 ·  1942 ·  1943 ·  1944 ·  1945 ·  1946 ·  1947 ·  1948 ·  1949 ·  1950 ·  1951 ·  1952 ·  1953 ·  1954 ·  1955 ·  1956 ·  1957 ·  1958 ·  1959 ·  1960 ·  1961 ·  1962 ·  1963 ·  1964 ·  1965 ·  1966